# 联合国安全理事会第478号决议
联合国安理会478号决议
在1980年8月20日通过，决议谴责以色列企图吞并东耶路撒冷。谴责以色列不遵守安理会476号决议和宣布以色列1980年通过的耶路撒冷法违反了国际法。决议指出，联合国安全理事会不承认以色列的耶路撒冷法，并呼吁联合国会员国执行理事会的决议，从耶路撒冷撤出使馆和外交使团。
美国代表谴责该议案，宣布弃权。

## 以色列的回应
以色列拒绝了联合国的决议，并宣布“它不会影响耶路撒冷作为以色列首都的地位，耶路撒冷将永远会是一个统一的城市而不会被撕裂”
有关决议要求各国外交使团从耶路撒冷撤离的部分，时任美国国务卿埃德蒙·西克斯图斯·马斯基称该决议存在根本性的缺陷，并拒绝接受它，同时他表示，美国将有力的抵制企图对以色列制裁的行为。

## 决议后续
国际法院表示，所有国家都有义务不承认以色列占领东耶路撒冷 。
大多数国家在耶路撒冷的大使馆迁往特拉维夫，到2006年8月哥斯达黎加和萨尔瓦多大使馆撤离后，耶路撒冷不再有外国大使馆。